# Constantino Tsallis
Constantino Tsallis (Athén, 1943. november 5. –) görög származású brazil fizikus, a Tsallis-statisztikák megalkotója.